# Mirko Jozić
Mirko Jozić (Trilj, 1940. április 8. –) horvát edző és korábbi labdarúgó.
A jugoszláv U20-as válogatott szövetségi edzőjeként ifjúsági világbajnoki címet szerzett az 1987-es ifjúsági világbajnokságon.
A horvát válogatott szövetségi kapitánya volt 2000 és 2002 között. Kivezette a nemzeti csapatot a 2002-es világbajnokságra.

## Sikerei

### Edzőként
Colo-Colo
- Chilei bajnok (4): 1989, 1990, 1991, 1993
- Copa Libertadores (1): 1991
- Recopa Sudamericana (1): 1992

Jugoszlávia U20
- Ifjúsági világbajnok (1): 1987